# Ministeri d'Economia de Luxemburg
El Ministeri d'Economia de Luxemburg (francès Ministère de l'Économie, luxemburguès Wirtschaftsministère) és l'òrgan del gabinet de Luxemburg, existent des del 15 de juliol de 1964 ja sigui per si mateix o en combinació amb altres càrrecs, encarregat de l'economia de l'estat.

## Denominació
Des del 15 de juliol de 1964 fins al 6 de febrer de 1969 era conegut com a Ministre d'Economia Nacional i Energia (luxemburguès Minister fir national Economie an Energie, francès Ministre de l'Économie nationale et de l'Énergie. En 1969 li fou separada breument l'Energia i fou recombinat amb el Ministre de Transport, deixant breument l'Economia amalgamada amb altres per crear el càrrec de Ministre d'Economia Nacional, Classe Mitjana i Turisme (luxemburguès Minister fir national Economie, Mëttelstand an Tourismus, francès Ministre de l'Économie nationale, des Classes moyennes et du Tourisme.
Turisme en fou separat des del 16 de setembre de 1977, creant el Ministeri per a l'Economia Nacional i la Classe mitjana (luxemburguès Minister fir national Economie a Mëttelstand, francès Ministre de l'Économie nationale et des Classes moyennes). El càrrec actual de Ministre d'Economia (luxemburguès Minister fir Economie, francès Ministre de l'Économie) fou creat el 14 de juliol de 1989, i així es manté malgrat l'absorció d'altres responsabilitats. En 2009 Etienne Schneider pren possessió del ministeri i va ser reanomenat com a Ministre d'Economia i Comerç Exterior de Luxemburg fins a l'any 2012, quan torna a denominar-se Ministre d'Economia.

## Titulars
Informació actualitzada per un bot. Els canvis manuals es perdran quan s'actualitzi!
| imatge | Titular           | Partit                              | des de | fins a | Gabinet                        | Legislatura                  | 16px \|Dades a Wikidata]]     |  |
| ------ | ----------------- | ----------------------------------- | ------ | ------ | ------------------------------ | ---------------------------- | ----------------------------- |  |
|        | Lambert Schaus    | Partit Popular Social Cristià       | (1947) | (1948) | Gabinet Dupong-Schaus          |                              | Modifica les dades a Wikidata |  |
|        | Aloyse Hentgen    | Partit Popular Social Cristià       | (1948) | (1950) | Gabinet Dupong-Schaus          |                              | Modifica les dades a Wikidata |  |
|        | François Simon    | Partit Popular Social Cristià       | (1950) | (1951) | Gabinet Dupong-Schaus          |                              | Modifica les dades a Wikidata |  |
|        | Michel Rasquin    | Partit Socialista dels Treballadors | (1951) | (1953) | Gabinet Dupong-Schaus-Bodson   |                              | Modifica les dades a Wikidata |  |
|        | Michel Rasquin    | Partit Socialista dels Treballadors | (1953) | (1958) | Gabinet Bech-Bodson            |                              | Modifica les dades a Wikidata |  |
|        | Paul Wilwertz     | Partit Socialista dels Treballadors | (1958) | (1958) | Gabinet Frieden                |                              | Modifica les dades a Wikidata |  |
|        | Paul Wilwertz     | Partit Socialista dels Treballadors | (1958) | (1959) | Gabinet Frieden                |                              | Modifica les dades a Wikidata |  |
|        | Paul Elvinger     | Partit Democràtic                   | (1959) | (1964) | Gabinet Werner-Schaus I        |                              | Modifica les dades a Wikidata |  |
|        | Antoine Wehenkel  | Partit Socialista dels Treballadors | (1964) | (1969) | Gabinet Werner-Cravatte        |                              | Modifica les dades a Wikidata |  |
|        | Marcel Mart       | Partit Democràtic                   | (1969) | (1974) | Gabinet Werner-Schaus II       |                              | Modifica les dades a Wikidata |  |
|        | Marcel Mart       | Partit Democràtic                   | (1974) | (1977) | Gabinet Thorn-Vouel-Berg       |                              | Modifica les dades a Wikidata |  |
|        | Gaston Thorn      | Partit Democràtic                   | (1977) | (1979) | Gabinet Thorn-Vouel-Berg       |                              | Modifica les dades a Wikidata |  |
|        | Gaston Thorn      | Partit Democràtic                   | (1979) | (1980) | Gabinet Werner-Thorn-Flesch    | 26a legislatura de Luxemburg | Modifica les dades a Wikidata |  |
|        | Colette Flesch    | Partit Democràtic                   | (1980) | (1984) | Gabinet Werner-Thorn-Flesch    | 26a legislatura de Luxemburg | Modifica les dades a Wikidata |  |
|        | Jacques Poos      | Partit Socialista dels Treballadors | (1984) | (1989) | Gabinet Santer-Poos I          | 27a legislatura de Luxemburg | Modifica les dades a Wikidata |  |
|        | Robert Goebbels   | Partit Socialista dels Treballadors | (1989) | (1994) | Gabinet Santer-Poos III        |                              | Modifica les dades a Wikidata |  |
|        | Robert Goebbels   | Partit Socialista dels Treballadors | (1994) | (1995) | Gabinet Santer-Poos III        | 28a legislatura de Luxemburg | Modifica les dades a Wikidata |  |
|        | Robert Goebbels   | Partit Socialista dels Treballadors | (1995) | (1999) | gabinet Gabinet Santer-Poos    | 29a legislatura de Luxemburg | Modifica les dades a Wikidata |  |
|        | Henri Grethen     | Partit Democràtic                   | (1999) | (2004) | Gabinet Juncker-Polfer         | 30a legislatura de Luxemburg | Modifica les dades a Wikidata |  |
|        | Jeannot Krecké    | Partit Socialista dels Treballadors | (2004) | (2009) | Gabinet Juncker-Asselborn I    | 31a legislatura de Luxemburg | Modifica les dades a Wikidata |  |
|        | Etienne Schneider | Partit Socialista dels Treballadors | (2009) | (2013) | Gabinet Juncker-Asselborn II   | 32a legislatura de Luxemburg | Modifica les dades a Wikidata |  |
|        | Etienne Schneider | Partit Socialista dels Treballadors | (2013) | (2018) | Gabinet Bettel-Schneider       | 33a legislatura de Luxemburg | Modifica les dades a Wikidata |  |
|        | Etienne Schneider | Partit Socialista dels Treballadors | (2018) | (2020) | gabinet Bettel–Schneider-Branz | 34a legislatura de Luxemburg | Modifica les dades a Wikidata |  |
|        | Franz Fayot       | Partit Socialista dels Treballadors | (2020) | (2023) | gabinet Bettel–Kersch-Bausch   | 34a legislatura de Luxemburg | Modifica les dades a Wikidata |  |
|        | Lex Delles        | Partit Democràtic                   | (2023) |        | Gabinet Frieden-Bettel         | 35a legislatura de Luxemburg | Modifica les dades a Wikidata |  |